# Isaak Khalatnikov
Isaak (ou Isaac) Markovitch Khalatnikov (russe : Исаак Маркович Халатников), né le 17 octobre 1919 à Ekaterinoslav et mort à Tchernogolovka le 9 janvier 2021, est un des principaux physiciens soviétiques, connu pour son rôle dans le développement de la conjecture BKL en relativité générale. Il est lauréat du prix Staline de 2e classe pour sa contribution au développement de RDS-6s et RDS-5 en 1953.

## Biographie
Isaac Khalatnikov est titulaire d'un diplôme de physique de l'Université d'État de Dnipropetrovsk depuis 1941. Il est membre du Parti communiste de l'Union soviétique depuis 1944. Il a obtenu son doctorat en 1952. Sa femme est la fille du héros de la Révolution Nikolaï Chtchors.
La plus grande partie des recherches de Khalatnikov s'est faite en collaboration ou a été inspirée par Lev Landau, y compris la théorie Landau-Khalatnikov de la superfluidité.
En 1970, inspiré par le modèle mixmaster présenté par Charles W. Misner, alors à l'Université de Princeton, Khalatnikov, avec Vladimir Belinsky et Evgueni Lifchits, présenta ce qui est désormais connu comme la conjecture BKL, qui est largement considéré comme un des problèmes en suspens les plus remarquables de la théorie classique de la gravitation.
Khalatnikov dirigea l'Institut Landau de physique théorique à Moscou de 1965 à 1992. Il fut élu à l'Académie des sciences soviétique en 1984. Il a été récompensé par les Prix Landau, Alexander von Humboldt et Marcel Grossman, et il est membre étranger de la Royal Society of London.